# Hassan Yazdani
Hassan Yazdani (persiska: حسن یزدانی), född 26 december 1994, är en iransk brottare som vann guld i 74 kg fristil vid Olympiska sommarspelen 2016.